# Järveds kyrka
Järveds kyrka är en före detta kyrkobyggnad i Järved i Örnsköldsviks kommun. Den har tillhört Arnäs församling i Härnösands stift. 

## Kyrkobyggnaden
Kyrkan uppfördes på 1950-talet som ett bönhus för Evangeliska Fosterlandsstiftelsen. 1969 köptes byggnaden in av Arnäs församling och invigdes till kyrka 27 februari 1971 av biskop Arne Palmqvist. Nordost om kyrkan finns en fristående klockstapel av trä. I stapeln hängde en kyrkklocka gjuten 1973 av Bergholtz klockgjuteri i Sigtuna.
Kyrkan nedlades 2014 i samband med att Alne församlingsgård invigdes.

## Inventarier
- Altarbord och predikstol är snidade av skulptören Nils Kristofersson från Örnsköldsvik.

Altaret, altarfönstret och kyrkklockan har flyttats till Alne församlingsgård.

### Webbkällor
- Arnäs församling
- anläggningspresentation